# The Gathering Wilderness
The Gathering Wilderness ist das fünfte Studioalbum der Pagan-Metal-Band Primordial; es wurde 2005 veröffentlicht. Es war das erste Album der Band für Metal Blade Records nach deren Weggang von Hammerheart Records.

## Hintergründe
Das Album wurde im Oktober 2004 in den Cauldron Studios in Dublin von Billy Anderson aufgenommen und gemixt (additional: Kevin Byrne) und von Ciaran Byrne gemastert. Die Inspiration für den Albumtitel stammt von dem Lied Last Year’s Man, das sich auf dem Album Songs of Love and Hate von Leonard Cohen befindet und in dem es heißt: „… that the wilderness is gathering …“.

## Rezeption
| Medium    | Rating | Kritiker       |
| --------- | --- | -------------- |
| Allmusic  | Sternsymbol · Sternsymbol · Sternsymbol · Sternsymbol · Sternsymbol                                                                       | Cosmo Lee      |
| Rock Hard | Sternsymbol · Sternsymbol · Sternsymbol · Sternsymbol · Sternsymbol · Sternsymbol · Sternsymbol · Sternsymbol · Sternsymbol · Sternsymbol | Hansi Daberger |

Die Kritiken zu The Gathering Wilderness waren durchwegs hervorragend, sowohl von professionellen Medien wie Allmusic oder Rock Hard, als auch von diversen Online-Magazinen.
Zingultus von Graupel bezeichnete The Gathering Wilderness als „um einiges intensiver und spürbarer“ als die meisten heutigen Black-Metal-Alben; Black Metal müsse „eine ganz bestimmte Atmosphäre vermitteln“, was „heutzutage kaum noch jemand“ schaffe und eher von Tonträgern aus anderen Strömungen wie Primordials The Gathering Wilderness und My Dying Brides Turn Loose the Swans erreicht werde.
Vor allem das Lied The Coffin Ships, das die Große Hungersnot in Irland thematisiert, entwickelte sich im Laufe der Zeit zu einem der bekanntesten Lieder der Band und erreichte Platz 175 der 250 besten Hardrock- und Metal-Songs aller Zeiten in der Mai-Ausgabe 2011 des Rock-Hard-Magazins. Auch in einer Liste der 200 besten Metal- und Hard-Rock-Songs aller Zeiten, die die deutschen Metal-Zeitschrift Deaf Forever im Jahr 2023 publizierte, fand sich dieser Song wieder – auf Platz 168.

## Titelliste
1. The Golden Spiral – 8:03
2. The Gathering Wilderness  – 9:13
3. The Song of the Tomb – 7:56
4. End of All Times (Martyrs Fire) – 7:42
5. The Coffin Ships – 9:58
6. Tragedy’s Birth – 8:31
7. Cities Carved in Stone – 8:07